# Kibernetski terorizem
Kibernetski terorizem predstavlja načrten, politično motiviran napad na informacijo, računalniški sistem, računalniške programe in podatke. Kibernetski terorizem je konvergenca terorizma in kibernetskega okolja. Kibernetski terorizem pomeni nezakonite napade ali grožnje na računalnike, omrežja in informacije, ki so v shranjene v njih, pod pogojem, da so izvedeni z namenom ustrahovanja ali prisiljenja vlade in njihovih državljanov v podpiranje določenih političnih ali družbenih ciljev. Da se napad obravnava kot kibernetski terorizem mora biti usmerjen proti ljudem ali lastnini ali povzročiti dovolj veliko škodo, da pri ljudeh povzroči strah. 
Vendar pa računalniki niso zmožni sami povzročiti smrt (razen, če upravljajo življenjsko pomembne naprave) ali poškodbo. Teroristična dejanja, storjena preko računalnikov, so posredna, vendar so kljub temu lahko posledice katastrofalne, včasih tudi večje kot pri klasičnih terorističnih napadih.
Ker v današnjem času kritično infrastrukturo, kot je elektrika, voda in plin ter tudi banke in finančne institucije, upravljajo računalniki, predstavljajo ranljivosti, katere teroristi lahko izkoristijo. Obramba proti takim napadom se začne pri priznavanju tega, da taka grožnja sploh obstaja.
Ena od oblik napadov kibernetskega terorizma je usmerjena na uničenje ali poškodovanje kritične informacijske infrastrukture. Sem spadajo napadi na strojno in programsko opremo, kjer je stranska posledica tudi uničenje podatkov. Najpogostejša oblika kibernetskega terorizma pa so napadi na informacijske sisteme. Glavni cilj je sprememba ali uničenje vsebine elektronskih datotek, računalniških sistemov ali materiala, ki ga ta vsebuje. Tretja oblika kibernetskega terorizma zajema uporabo interneta in informacijskih sistemov za izvedbo klasičnega terorističnega napada.
Čeprav se kibernetski terorizem po metodah in tehnikah ne razlikuje od drugih zlonamernih napadov na informacijski sistem, med njimi obstaja pomembna razlika. Ta se kaže v motivaciji, ki žene klasične storilce računalniške kriminalitete in teroriste, ki izkoriščajo splet za dosego svojih ciljev. Teroristi v kibernetskem okolju imajo enako motivacijo kot klasični teroristi, t. j. vplivanje na družbene in politične spremembe. Medtem je najpogostejša motivacija storilcev klasične računalniške kriminalitete želja po dokazovanju, velikokrat pa tudi odkrivanje in opozarjanje na varnostne vrzeli. Lahko delujejo po naročilu. V tej točki lahko pride do sodelovanja med slednjimi in teroristi, kadar so ti pripravljeni ponuditi zadostna finančna sredstva za izvršitev napada na informacijski sistem vladnih institucij, korporacij ali sisteme kritične infrastrukture. V tem primeru je glavni motiv storilcev kibernetske kriminalitete premoženjska korist.
Škoda kibernetskega terorizma se po navadi izkaže ekonomski obliki, ob posebnih pogojih pa se lahko izkaže tudi v poškodbi ali smrti ljudi (v primeru, ko gre za napad na kritično infrastrukturo, pomembno za oskrbo ljudi). Teroristi spletne storitve izvajajo tudi za druge potrebe, kotje npr. načrtovanje, koordiniranje, oglaševanje, rekrutiranje, propaganda in zbiranje finančnih sredstev.
Čeprav je mnogo računalniških ranljivosti možno popraviti, je nemogoče, da bi eliminirali vse ranljivosti. Četudi tehnologija sama nudi dobro varnost, je velikokrat uporabljena na način, ki omogoča napade. Vedno pa obstaja možnost, da pravice do dostopa v podjetjih izkoristijo delavci sami, lahko tudi v povezavi s teroristi.
Čeprav se na prvi pogled zdi, da kibernetski terorizem ne predstavlja iminentne grožnje, se lahko v prihodnosti to spremeni. Za teroriste ima kibernetsko okolje kar nekaj prednosti pred fizičnimi metodami. Lahko je izvršeno iz oddaljene lokacije in anonimno. Kibernetski terorizem je tudi privlačen iz vidika medijskega pokritja, saj so tako javnost kot tudi mediji fascinirani praktično nad kakršnimkoli računalniškim napadom.